# Norbert Fabián Čapek

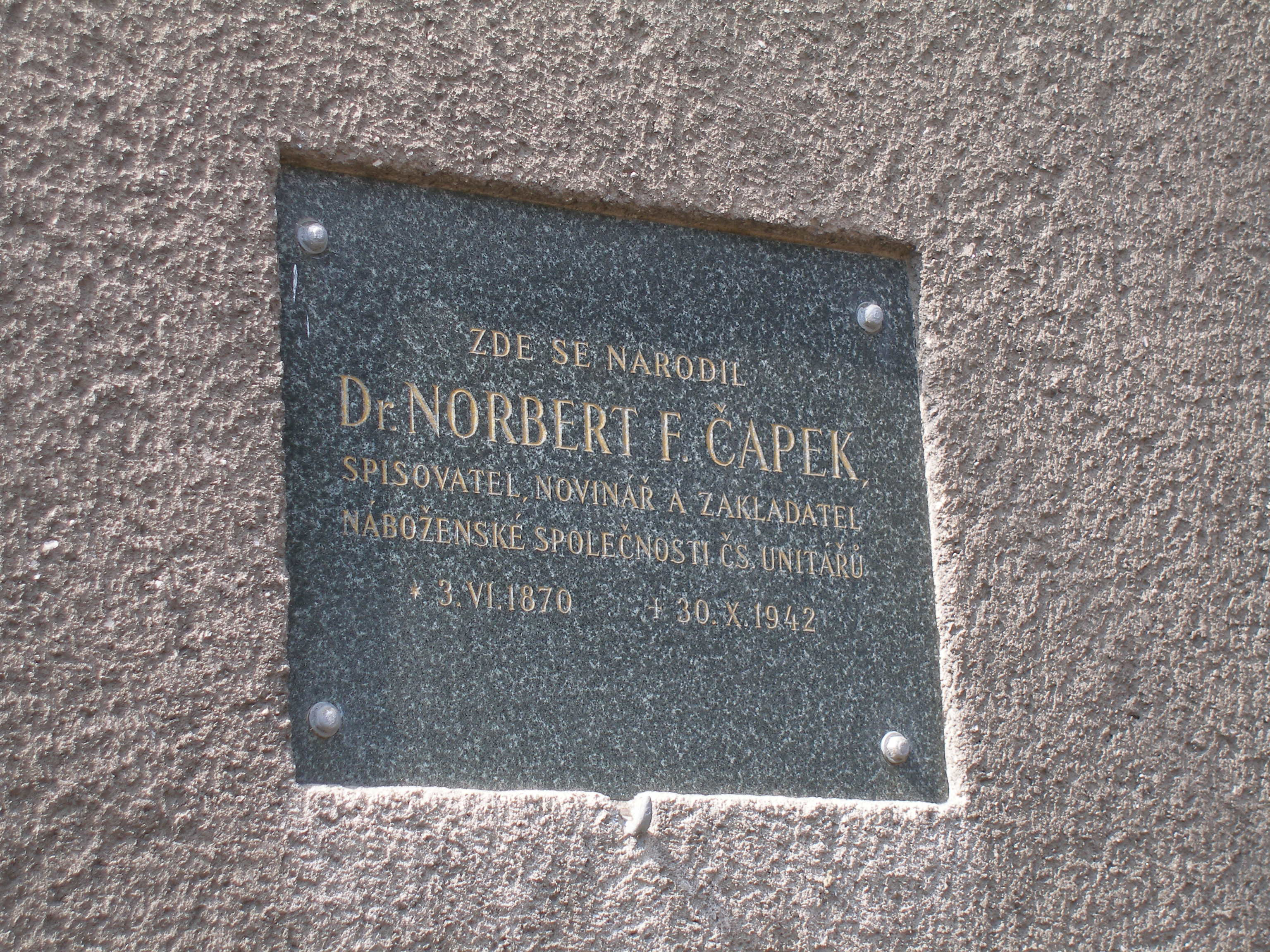
Radomyšl, rodný dům N. F. Čapka, pamětní deska

Norbert Fabián Čapek (3. června 1870 Radomyšl – 30. října 1942 Dachau) byl český náboženský myslitel, představitel unitářství. Během první světové války se ve Spojených státech zúčastnil zápasu o vznik Československa.
Po návratu ze Spojených států amerických v roce 1921 vybudoval v Praze unitářské společenství pod názvem Svobodné bratrství, jež se později změnilo na Náboženskou společnost československých unitářů. V roce 1930 se stal prvním předsedou této náboženské společnosti. Pražská obec vyrostla do ve své době největší unitářské kongregace na světě, unitářství se tehdy stalo v Československu významným duchovním proudem. Jeho smrt v nacistickém koncentračním táboře v Dachau byla těžkou ztrátou pro unitáře.[zdroj⁠?!]

## Kořeny
Narodil se v červnu 1870 v jihočeském městysi Radomyšl. Byl jediným synem Josefa Čapka a Marie Markové. Josef byl krejčí a náboženský agnostik, Marie oddaná katolička. V deseti letech se stal pomocníkem v kostele svatého Martina, ale byl brzy zklamán cynickým postojem a chováním kněze k farníkům.
V 18 letech se ve Vídni učil řemeslu u svého strýce, krejčího, jehož obchod zásoboval habsburský dvůr. Tehdy jej příležitost přivedla k baptistické církvi. Čapek opustil římskokatolickou církev a byl pokřtěn jako baptista.
Mladý Čapek přijal baptismus celým srdcem a brzy se stal distributorem a baptistickým misionářem v Sasku a na Moravě. Založil přinejmenším 12 sborů od Ukrajiny až po Budapešť, na Moravě redigoval několik časopisů, mezi nimi Nový lid který se vydával v 80 000 výtiscích.
Čapkova víra se postupem času velmi liberalizovala. Jeho průzkum moravských archivů v Brně jej navíc přesvědčil, že svobodná křesťanská víra je českému lidu vlastní. Přestože byla historie pohřbena a zapomenuta, bylo zde svobodné křesťanství v podobě novokřtěnectví praktikováno před příchodem římskokatolických misionářů[zdroj?] a následného státem vynuceného katolicismu.
V roce 1903 Čapek napsal Úryvky z dějin kaceřovaných křesťanů, kde dokumentuje to co považoval za české a moravské kořeny svobodné víry o jejíž artikulaci pak zápasil. Uznával náboženské přesvědčení Moravských bratří. „Vyzdvihovali duchovní život nad jakékoli dogmatické učení.“
V roce 1921 v dopise prezidentovi Americké unitářské asociace Čapek popisuje tento článek jako „Unitářský svou koncepcí a zaměřením“ Byla to v podstatě platforma na které navrhoval založit v Čechách nové náboženské hnutí.
Čapek hrál významnou roli v mezinárodní náboženské organizaci založené v roce 1900 unitáři, která se dnes nazývá IARF (International Association for religious freedom – Mezinárodní společnost pro náboženskou svobodu). V roce 1910 na berlínském kongresu IARF představil Tomáš Garrigue Masaryk Čapka zástupcům Americké unitářské asociace. Čapek se rovněž účastnil kongresů v Londýně, Kodani, Bostonu a Oxfordu. Často naléhal na zástupce IARF, aby byli ambicióznější v organizaci a získávání nových členů.

## Působení v USA
Jako šéfredaktor několika časopisů byl Čapek poměrně otevřený ve svém antiklerikalismu. Hrozící odveta ze strany státu jej v roce 1914 donutila opustit české země. Přijal nabídku sloužit v baptistickém kostele v New Yorku.
Po roce na Manhattanu se přesunul do většího sboru v Newarku v New Jersey. V roce 1919 opustil tuto službu z důvodů, které popsal jako „sociální, finanční, národní, politické, osobní“. Do deníku si zapsal: „Nemohu již být baptistou, ani z kompromisu. Hoří ve mně oheň nové touhy, nových světů.“ Čapek a jeho žena Mája se vedeni nadšením svých dětí pro edukační náboženský program Unitářské církve v Orange v New Jersey k této církvi v roce 1921 přidali.

## Čapek a první republika
Během první světové války Čapek velice intenzivně pracoval, sponzoroval veřejná setkání v rámci kampaně pro získání podpory veřejnosti a vlády USA pro nezávislost Československa na Rakousku-Uhersku až skončí válka. V roce 1921 se jeho rodina vrátila do své nově nezávislé země, dcera Míla zůstala v USA, kde se vdala za česko-amerického obchodníka. Norbert Čapek se svou manželkou Májou, dcerou Bohdanou a jejím mužem Karlem Hašplem budovali silné celonárodní náboženské hnutí. Za 20 let bylo společenství unitářů v Praze se svými 3200 členy největší unitářskou obcí na světě.[zdroj⁠?!] Zhruba 8000 Čechů se tehdy považovalo za unitáře.
Čapek vytvořil instituce založené na svých názorech na vzdělání. Téměř 300 dětí a mladých lidí se zapsalo do nedělní školy. „Škola náboženské vědy“ sponzorovaná církví měla 66 studentů vzdělávajících se pro vedení církve. Čapkem napsané kurzy náboženské historie a filosofie byly vyučovány v Praze na veřejných školách. Pražská obec unitářů sponzorovala rozsáhlý poradenský program vedený společně Čapkem a lékařem. Tento program mimo jiné zajišťoval vyučování pro nastávající rodiče, kurzy manželského poradenství a řešení konfliktů a rady pro ty, kdo se trápili ztrátou milované bytosti.
V dalších městech tehdejší republiky – v Brně, Plzni, Nymburku, Kladně, Lounech a Rakovníku – byly unitářské „místní skupiny“ (podobné americkým UU fellowship). Tyto Čapek až do svého zatčení pravidelně navštěvoval.

## Proces proti Čapkovi
28. března 1941 byli Čapek a jeho 29letá dcera Zora zatčeni gestapem a vzati na Pankrác do vazby. Zora byla obviněna z poslouchání cizího rozhlasu a distribuci obsahu některých vysílání BBC; Čapek byl obviněn z poslouchání cizího rozhlasu a z „velezrady“. Jako „důkazy“ druhého obvinění byly citovány některé jeho promluvy a veřejné projevy.
Poslouchání cizího rozhlasu bylo za Protektorátu hrdelním zločinem. Byly vedeny dva oddělené procesy, první v pankrácké věznici brzy po jejich zatčení; druhý proces byl odvoláním proti původnímu rozhodnutí v Drážďanech v dubnu 1942. Odvolání shledalo Čapka nevinným z velezrady, přičemž doporučilo, aby mu byl vzhledem k vysokému věku započítán rok věznění před odvoláním do trestu.

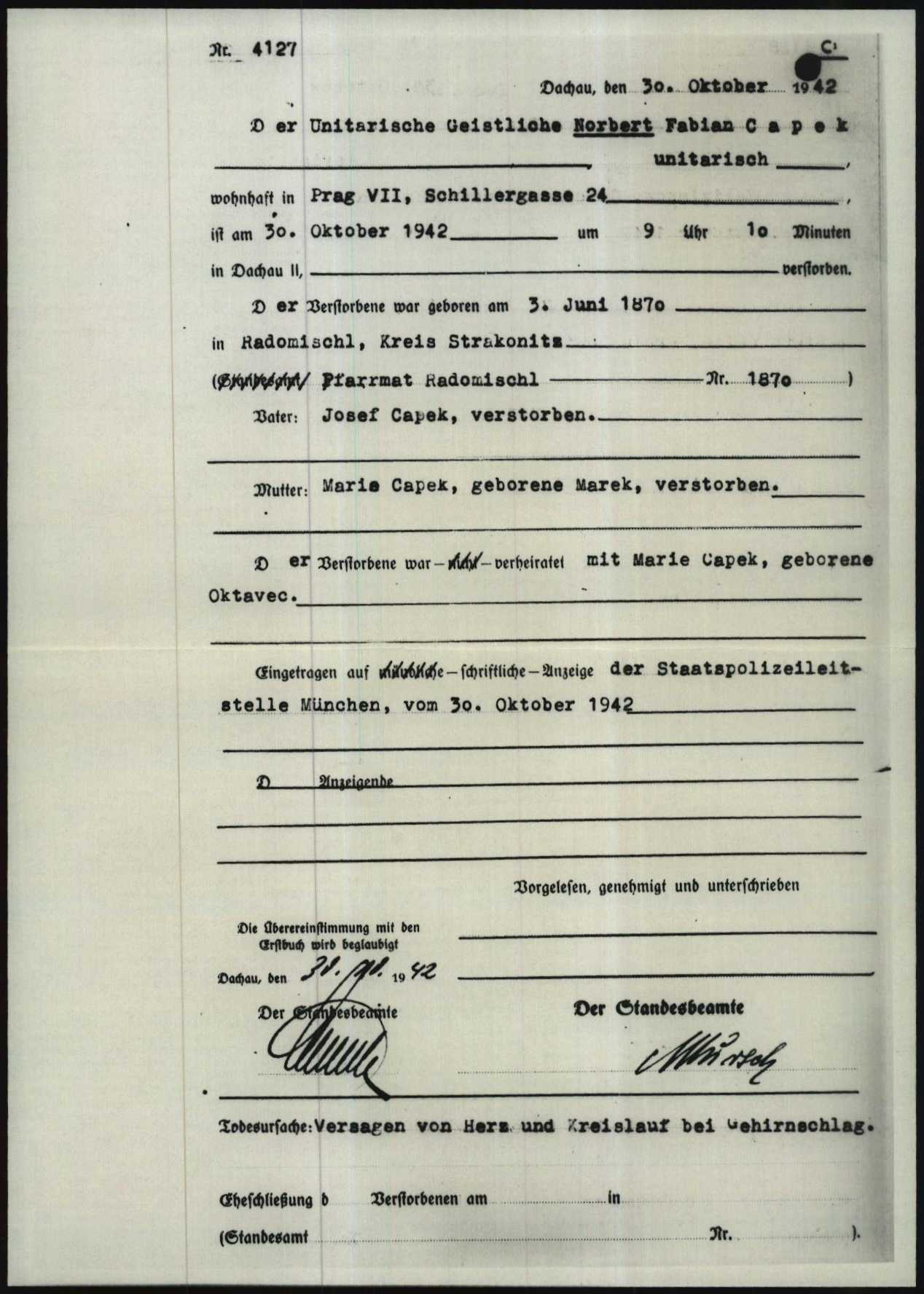
Úmrtní list Norberta Čapka jako vězně v nacistickém koncentračním táboře Dachau

Gestapo přes doporučení soudu poslalo Čapka na nucené práce do Německa. Jeho jméno se objevilo mezi vězni poslanými v transportu invalidů 12. října 1942 do hradu Hartheim nedaleko rakouského Lince, kde zemřel v plynové komoře. Úmrtní list z koncentračního tábora Dachau však uvádí jeho smrt tam, 30. října 1942, kvůli „srdečnímu a oběhovému selhání způsobenému mrtvicí“.

## Myšlenky
Z půltuctu knih, jejichž je autorem, považoval Čapek za svou nejdůležitější práci knihu K slunném břehu (1929). Na začátku 2. světové války v roce 1939, „v čase velikého smutku mého národa“, publikoval druhé vydání s přáním aby vrhlo „pár paprsků slunce na zraněná srdce“ která přinese válka. Jeho základním poselstvím že „lidé si mohou volit své nálady a směřovat své vlastní pocity“ a že by měli především „brát všechno s humorem“. Postoj k životu doporučovaný touto knihou silně připomíná logoterapii Viktora Frankla.
Aniž by se Norbert Čapek hlásil k nějakému teologickému systému, oslavoval „skrytý výkřik po harmonii s Nekonečnem“ v každé duši. Píše: „Každá osoba je ztělesněním Boha a v každém z nás Bůh bojuje o vyšší vyjádření.“ „Náboženství nikdy nezahyne, protože lidské bytosti … nemohou než být nábožnými bez ohledu na formu [svého] náboženství.“ Náboženství by především mělo zajistit „vnitřní harmonii která je předpokladem silného charakteru, dobrého zdraví, radostných nálad a vítězného, tvořivého života“.
„Je mým ideálem, aby unitářské náboženství v naší zemi znamenalo vyšší kulturu … nové postoje k životu a prakticky nový druh. … Krátce, unitářské náboženství by mělo znamenat pokročilejší kulturní stupeň některých lidí.“ Cítil, že cílem církve „musí být postavit pravdu nad jakoukoli tradici, ducha nad jakékoli písmo, svobodu nad autoritu a pokrok nad všechnu reakci.“
Co se týče života po smrti, cítí že „Pokud by znamenala smrt konec všeho, pak by byl život tou nejhloupější komedií postrádající jakýkoli smysl nebo cíl. … Jak by nás mohla Prozřetelnost opustit a zradit, když se naše rty sotva dotkly okraje šálku života?“ I na základě jiných jeho projevů a myšlenek se usuzuje, že věřil v převtělování duší.
Čapek definuje náboženské vzdělávání jako „snahu probudit vnitřní síly dítěte a učit je jak je organizovat, harmonizovat a přizpůsobovat neustále se měnícím vlivům které k němu přicházejí zvenčí“. Identifikuje pět „základních“ a pět „doplňkových pocitů a schopností“ které by mělo moderní náboženské vzdělání v dítěti vyvolat. Zahrnovaly vyjádřeno jeho termíny schopnost mít víru a důvěru, schopnost doufat, pocity uctívání (podobně jako vážení si života u Alberta Schweitzera), dobročinnost nebo nesobeckou lásku a svědomitost. Ten kdo je charakterizován těmito vlastnostmi může být považován za skutečně nábožnou osobu. Jeho sluncem prozářená, před-Holocaustová víra dávala naději tisícům krajanů během temnoty nacistické okupace v letech 1939-45. Díky své víře překonával vlastní utrpení s rovnováhou a hrdinstvím potvrzeném přeživšími vězni koncentračního tábora v Dachau, kteří jej tam znali.
N. F. Čapek byl uznáván za jednoho z předních českých řečníků. Napsal více než 90 hymnů, k nimž často komponoval i hudbu, některé z nich jsou nadále zpívány. Tři byly zahrnuty do nového zpěvníku amerických unitářů a univerzalistů vydaného v roce 1993. Květinová slavnost, ceremonie kterou vynalezl, se nyní slaví každým rokem ve většině kongregací Mezinárodní asociace unitářů a univerzalistů (ICUU). Jistě by jej potěšilo zjištění, že tento rituál bývá rovněž částí mezináboženských bohoslužeb při mezinárodních setkáních IARF.

## Deset rad podle N. F. Čapka
1. Žijte jednoduše. Žijte prostě, abyste měli málo potřeb. Nedělejte si zbytečné starosti, zvláště cizí si nepřipouštějte. Buďte spokojeni s tím, co máte.
2. Nelpěte na hmotných věcech. Mějte na paměti, že hmotné věci jsou pomíjivé. Zajímejte se o věci hlubší, víc získáte. Zachovejte si vnitřní svobodu.
3. Žijte krásou. Nezapomínejte na krásné, radostné okamžiky, ale zapomeňte na smutné, nepříjemné. Zbavte se zloby, zášti, nenávisti a odpouštějte těm, kdo vám ublíží. Za dobro buďte vděční, nezapomínejte na ně.
4. Žijte přítomností. Pravý život je to, co prožíváte právě nyní. Budoucnosti se nebojte – věřte v ni. Na stáří nemyslete a na minulost příliš nevzpomínejte.
5. Buďte tvůrčí. Nezahálejte a stále se něčím zaměstnávejte. Buďte tvořiví, stále se učte a vzdělávejte.
6. Hledejte krásu. Těšte se z krásných věcí, přírody, hudby, literatury a jiných umění. Krása je potravou duše.
7. Radujte se. Udržujte se v dobré náladě. Pěstujte humor a pamatujte, že veselá mysl je půl zdraví a půl krásy.
8. Mějte rádi lidi. Mějte lidi rádi a lidé budou mít rádi vás. Pomáhejte druhým! Více než na své trápení myslete na to, jak udělat radost druhým. Nemůžete-li o druhých mluvit dobře, raději mlčte.
9. Buďte skromní. Zachovejte si střídmost a ve všem buďte umírnění.
10. Mějte víru. Dbejte o vaši víru v Boha – Nejvyšší Moudrost. Uvědomujte si její přítomnost v sobě i ve všem.